# 萊克芬頓 (密歇根州)
萊克芬頓（英語：Lake Fenton）是位於美國密歇根州傑納西縣的一個普查規定居民點。

## 人口
根據2020年美國人口普查的數據，萊克芬頓的面積為18.66平方千米，當中陸地面積為14.29平方千米，而水域面積為4.37平方千米。當地共有人口5905人，而人口密度為每平方千米316.45人。